# Popillia decoenei
Popillia decoenei är en skalbaggsart som beskrevs av Limbourg 2007. Popillia decoenei ingår i släktet Popillia och familjen Rutelidae. Inga underarter finns listade i Catalogue of Life.